# Загоровка (Сумская область)
Загоровка (укр. Загорівка) — село, Яровский сельский совет, Кролевецкий район, Сумская область, Украина.
Код КОАТУУ — 5922688703. Население по переписи 2001 года составляло 6 человек .

## Географическое положение
Село Загоровка находится недалеко от истоков реки Быстра, на расстоянии в 1 км расположено село Соломашино.